# Dordogne (megye)
Dordogne (IPA: [dɔʁˈdɔɲ]; okcitánul: Dordonha) egy francia megye (département) Új-Aquitania régióban. Székhelye (prefektúrája) Périgueux.

## Történelem
A francia forradalom idején az 1790. március 4-ei törvény alapján hozták létre az egykori Périgord tartományból.

## Közigazgatás
- Dordogne megye községei
- Dordogne megye kantonjai
- Dordogne megye településtársulásai

### Legnépesebb települések 2011-ben
- Périgueux: 29 811
- Bergerac: 27 687